# Johan Hulting

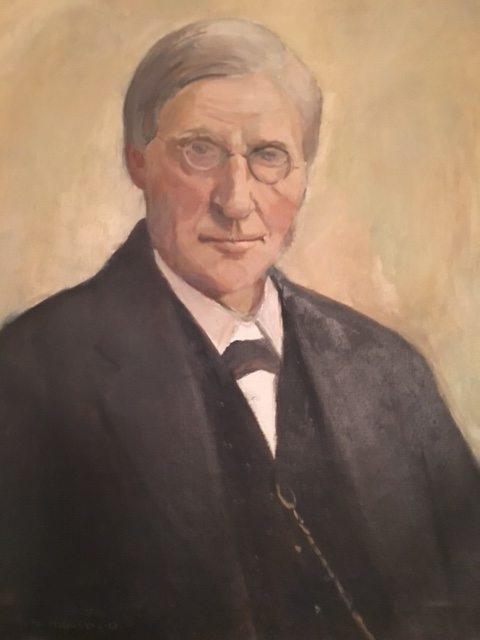
Johan Hulting av Asta Holmberg

Johan J. Hulting, född 22 juni 1842 i Skölvene församling i Älvsborgs län, död 7 augusti 1929, var en svensk lärare, författare och botaniker från Norrköping. känd för sina växtsamlingar och forskning på lavar. Hulting samlade växter och lavar i Sverige, Tyskland och Österrike, och hans herbarium finns på flera museer.

## Norrköping

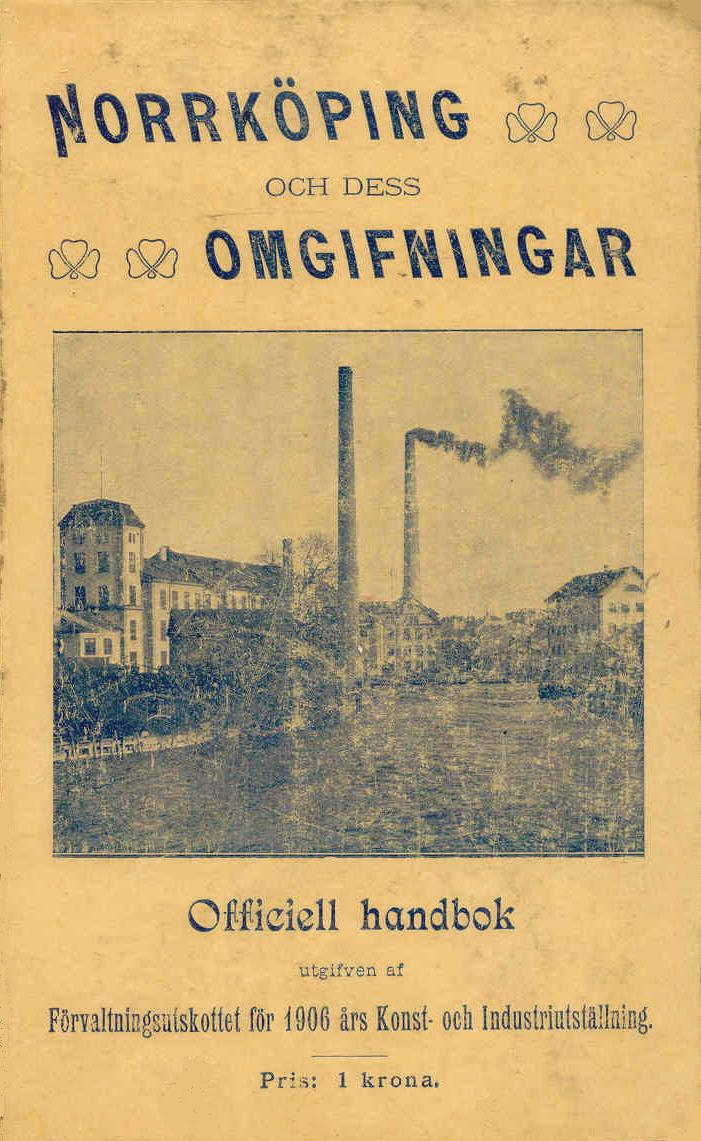
Norrköping och dess omgifningar, officiell handbok för Norrköpingsutställningen 1906

Johan Hulting var 1871–1909 adjunkt vid Norrköpings högre allmänna läroverk och hade där bland andra Albert Engström som elev.
Mellan 1872 och 1909 var Hulting lärare vid Norrköpings tekniska elementarskola där han undervisade  i botanik,  zoologi, mineralogi och geognosi.. Sedan 1886 var Hulting också förståndare för Norrköpings arbetareinstitut.

## Ungdom
Johan Hulting kom från Kyrkhult i Tostared Uppegården, Västergötland. Han var son till jordbrukaren Gustav och Anna Maria Hulting. Anna Maria var dotter till Erik Sparv i Kyrkhult, skallfogde med uppgift att kalla samman och leda vargjakterna. Makarna hade fyra barn där Johan som var äldst studerade och tidigt flyttade hemifrån. Johan avlade doktorsexamen vid Uppsala universitet. Syskonen Maja Greta (Mary) och Bengt Fredrik (Fred) emigrerade till Amerika med en farbror år 1865. Fred Hulting blev senare apotekare i San Francisco (där släkten fortfarande använder namnet Fred Hulting). Yngste sonen Anders stannade på grund av att han fick ta över gården av föräldrarna som 17-åring 1871 (blev senare ordförande i sockenstämman).

### Hultings i Kvarsebo
Kvarsebo är en liten by i Kolmården på Bråvikens norra strand, i Norrköpings kommun. Johan Hulting finns medtagen i en av Kvarsebo hembygdsförening bevarad lista över de första inhyrda sommargästerna, boende i Hyddan Sion i Kvarsebo år 1895. Där berättas också att Sommartid bodde två generationer doktor Hulting i Kvarsebo och hade mottagning här i Hyddan..
Johan Hulting var gift med Hilda Hulting, född Lindvall (1854–1934). De fick barnen Anna, Gerda, Carl (barnläkare i Stockholm), Carin och Fredrik (tullkontrollör i Stockholm och kapten i reserven). Hilda Hulting var dotter till textilfabrikören i Norrköping, Svante Wilhelm Lindvall och Hilda Lindvall (f. Hjulström), vars far och farfar var silversmederna Johan respektive Anders Hjulström i Köping och Västerås).

## Botaniker
Johan Hulting tycks i sitt privatliv ha specialiserat sig på botanik, och från år 1916 finns bevarat ett godkännande för honom att få insamla storviol och andra violer på Öland:
| ”                                                                         | Fil. d:r Johan Hulting hade hos akademien anhållit om tillstånd att på Öland få för vetenskapligt ändamål taga fyra exemplar af den på Öland fridlysta växten Viola elatior, Fries samt två exemplar af hvarje hybrid emellan Viola elatior och andra Viola-arter. Efter naturskyddskommitténs hörande beslöt akademien den 10 maj 1916 bevilja d:r Hultings hemställan, för så vidt växtens existens ej på grund däraf äfventyrades. | „ |
| – av Sveriges Natur. Svenska Naturskyddsföreningens årsskrift, 1917, publ | |   |

Hultings insamlade material finns i ett antal herbarier, han är även representerad i det prestigefyllda Harvard University Herbaria & Libraries i USA, med ett exemplar av rödfibbla, insamlad på 600 meters höjd i Ljusnedalen.
Botaniska museet vid  Lunds universitet räknar Hulting som en av de viktigaste insamlarna av lavar till lavherbariet .
Johan Hulting har också som taxonom och auktor beskrivit och namngett ett antal växtarter och lavar, däribland lavarterna Arthopyrenia atomariella, Bacidia antricola, Caloplaca coralloides, Caloplaca personata, Lecidea dalslandica, Pyrenopsis separans, Vit levermosslav  (Puttea margaritella).
Auktorsnamnet Johan Hulting kan användas för Johan Hulting i samband med ett vetenskapligt namn inom botaniken; se Wikipediaartiklar som länkar till auktorsnamnet.

## Författarskap
Hulting var också en flitig skribent. Han skrev flera böcker med anknytning till historia och Norrköping; han var huvudförfattare till avsnittet om Norrköping i Nordisk familjebok och skrev den officiella handboken för Konst- och industriutställningen i Norrköping 1906.